# Cirrhinus reba
Cirrhinus reba är en fiskart som först beskrevs av Hamilton 1822.  Cirrhinus reba ingår i släktet Cirrhinus och familjen karpfiskar. IUCN kategoriserar arten globalt som livskraftig. Inga underarter finns listade i Catalogue of Life.